# Fuentelahiguera de Albatages
Fuentelahiguera de Albatages ist ein zentralspanischer Ort und eine Gemeinde mit 118 Einwohnern (Stand: 2024) in der Provinz Guadalajara in der Autonomen Gemeinschaft Kastilien-La Mancha. 

## Geografie
Fuentelahiguera de Albatages befindet sich etwa 20 Kilometer nordwestlich von Guadalajara und etwa 52 Kilometer nordöstlich von Madrid in einer Höhe von ca. 900 m. 

## Bevölkerungsentwicklung
| Bevölkerung | Bevölkerung | Bevölkerung | Bevölkerung | Bevölkerung | Bevölkerung |
| 1970        | 1981        | 1991        | 2001        | 2011        | 2021        |
| ----------- | ----------- | ----------- | ----------- | ----------- | ----------- |
| 307         | 300         | 209         | 156         | 132         | 132         |

## Sehenswürdigkeiten
- Andreaskirche (Iglesia de San Andrés)

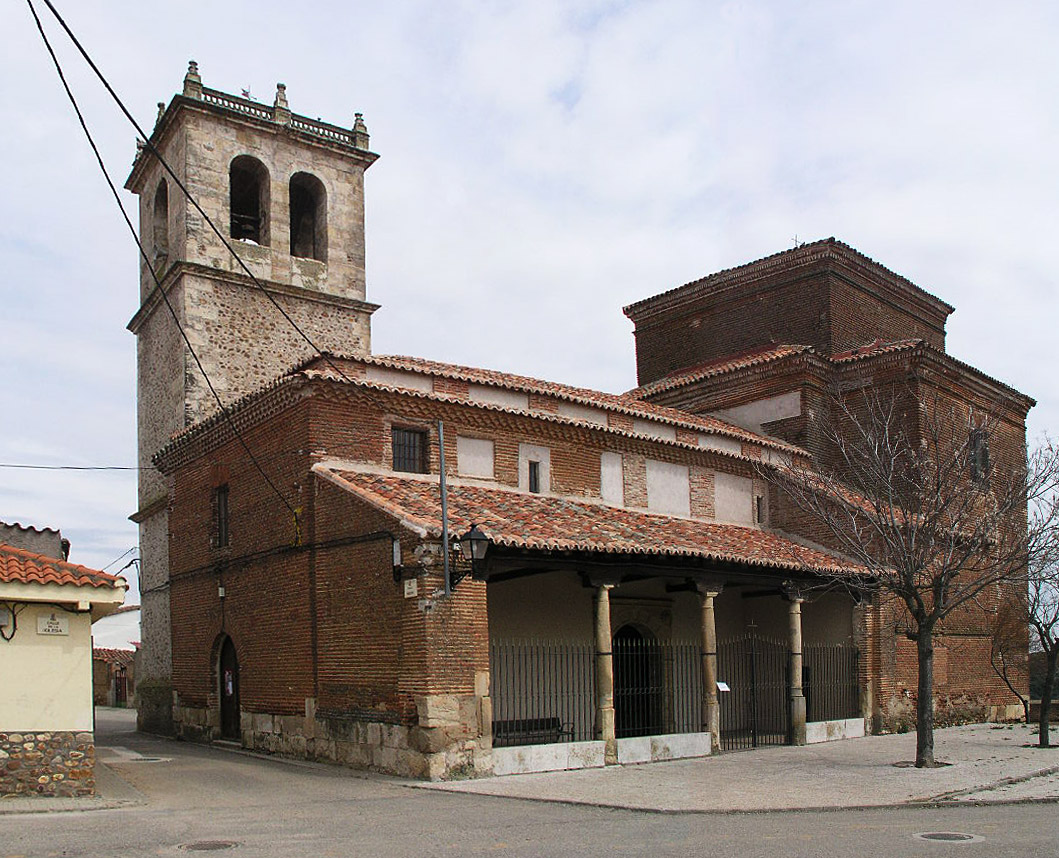
Andreaskirche
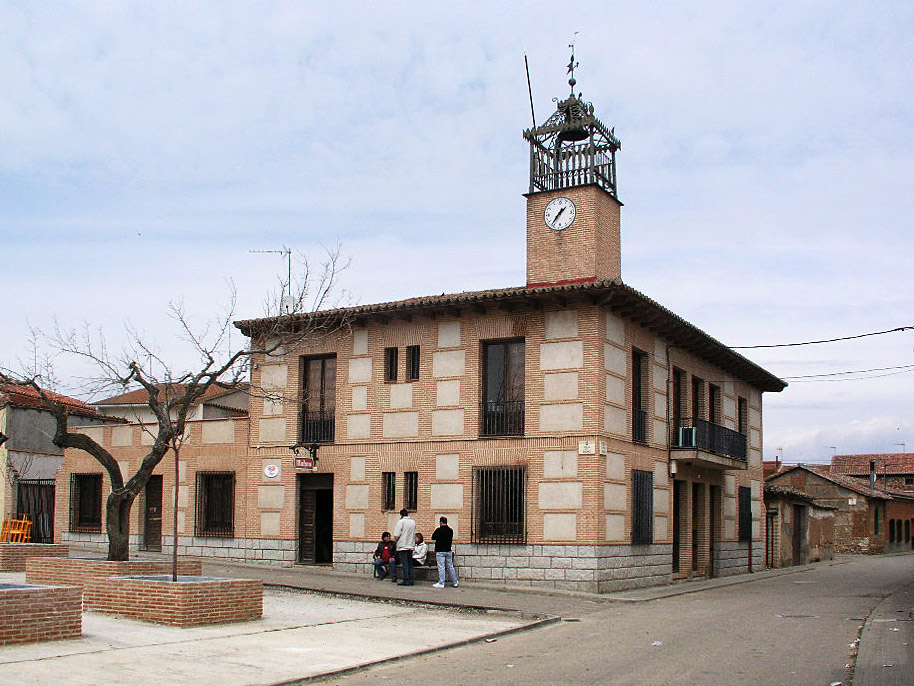
Rathaus